# 畑ケ田町
畑ケ田町（はたけだちょう）は、愛知県豊橋市の地名。

## 地理
豊橋市南部に位置する。東は天伯町、西から南は野依町、北は西高師町・高師本郷町に接する。

### 河川
- 梅田川[1]
- 浜田川[1]

### 字一覧
- 芦川（あしかわ）[WEB 5]
- 落合（おちあい）[WEB 5]
- 亀井（かめい）[WEB 5]
- 雉山（きじやま）[WEB 5]
- 椎ノ木（しいのき）[WEB 5]
- 新芦川（しんあしかわ）[WEB 5]
- 新落合（しんおちあい）[WEB 5]
- 新亀井（しんかめい）[WEB 5]
- 畑ケ田（はたけだ）[WEB 5]
- 東原（ひがしはら）[WEB 5]

## 歴史

### 人口の変遷
国勢調査による人口および世帯数の推移。
| 1995年（平成7年）  | 15世帯 90人 |  |
| 2000年（平成12年） | 16世帯 90人 |  |
| 2005年（平成17年） | 16世帯 89人 |  |
| 2010年（平成22年） | 17世帯 84人 |  |
| 2015年（平成27年） | 19世帯 85人 |  |
| 2020年（令和2年）  | 20世帯 68人 |  |

### 沿革
- 1932年（昭和7年） - 高師村高師の一部により、豊橋市畑ヶ田町が成立[2]。
- 1959年（昭和34年） - 一部が野依町に編入される[2]。
- 1962年（昭和37年） - 天伯町との間で境界変更が実施される[2]。

## 施設
- 天伯神社[1]

### WEB
1. ↑  “愛知県豊橋市の町丁・字一覧”.   人口統計ラボ. 2023年4月13日閲覧。
2. 1 2  総務省統計局 (2022年2月10日). “令和2年国勢調査の調査結果(e-Stat) - 男女別人口，外国人人口及び世帯数－町丁・字等” (CSV). 2023年8月2日閲覧。
3. ↑  “愛知県豊橋市の郵便番号一覧”.   日本郵便. 2023年4月13日閲覧。
4. ↑  “市外局番の一覧” (PDF).   総務省 (2022年3月1日). 2022年3月22日閲覧。
5. 1 2 3 4 5 6 7 8 9 10  “愛知県豊橋市 住所一覧から地図を検索”.   ONE COMPATH. 2023年8月17日閲覧。
6. ↑  総務省統計局 (2014年3月28日). “平成7年国勢調査の調査結果(e-Stat) - 男女別人口及び世帯数 －町丁・字等” (CSV). 2021年7月20日閲覧。
7. ↑  総務省統計局 (2014年5月30日). “平成12年国勢調査の調査結果(e-Stat) - 男女別人口及び世帯数 －町丁・字等” (CSV). 2021年7月20日閲覧。
8. ↑  総務省統計局 (2014年6月27日). “平成17年国勢調査の調査結果(e-Stat) - 男女別人口及び世帯数 －町丁・字等” (CSV). 2021年7月21日閲覧。
9. ↑  総務省統計局 (2012年1月20日). “平成22年国勢調査の調査結果(e-Stat) - 男女別人口及び世帯数 －町丁・字等” (CSV). 2021年7月21日閲覧。
10. ↑  総務省統計局 (2017年1月27日). “平成27年国勢調査の調査結果(e-Stat) - 男女別人口及び世帯数 －町丁・字等” (CSV). 2021年7月21日閲覧。

### 書籍
1. 1 2 3 4 5  「角川日本地名大辞典」編纂委員会 1989, p. 1793.
2. 1 2 3  「角川日本地名大辞典」編纂委員会 1989, p. 1073.